# Dubbelklik
Dubbelklik is een actie met de knop van een computermuis, waarbij snel tweemaal op de knop wordt gedrukt.

## Functies van dubbelklik

### Op iconen
In het Windows besturingssysteem wordt standaard een dubbelklik op een icoon op het bureaublad gebruikt om bijvoorbeeld een programma te starten, of een bestand in het daarvoor ingestelde programma te openen. In de verkenner wordt een map geopend door erop te dubbelklikken.

### Op tekst
In vele tekstverwerkers, maar ook in browsers kan met een dubbelklik een heel woord geselecteerd worden. Met een drievoudige klik wordt in veel programma's de hele regel geselecteerd.

## Ergonomie en doelmatigheid
De dubbelklik is door programmeurs bedacht om een extra functie aan de muis toe te kennen, zonder dat daarvoor een extra knop nodig was. Zo kon er verschil tussen selecteren en activeren gemaakt worden. Bij sommige gebruikers levert de dubbelklik problemen op, omdat het geen natuurlijke beweging is. Door een krampachtige muisbediening is de kans op Repetitive Strain Injury (RSI) groter. In ergonomisch opzicht is de dubbelklik niet zo handig.
Kinderen en andere nieuwe gebruikers hebben vaak moeite met de dubbelklik. Tijdens de dubbelklik mag de muis ook niet verschoven worden, wat nog meer problemen oplevert.
Voor degenen die moeite hebben met dubbelklikken, is het een optie de instellingen voor de muis te veranderen, zodat een enkele klik de functionaliteit van een dubbele klik overneemt. Dit is met name handig bij muizen met een middelste knop of wieltje met schakelfunctie. Een andere optie is om het gewenste item met een enkele klik te selecteren, en vervolgens met een druk op de Enter-toets te activeren. Voor het selecteren van tekst is het gebruik van het toetsenbord veelal een snellere en preciezere methode. Er is derhalve geen noodzaak om de dubbelklik te gebruiken.

## Patent
In 2004 werd Microsoft een patent voor het gebruik van een dubbelklik toegekend. Dit werd door een groot aantal mensen gezien als onzin-patent.